# 표절 (영화)
"표절"은 1999년에 개봉한 대한민국의 영화이다.

## 캐스팅
- 장동직 : 유진 역
- 이진우 : 성민 역
- 김수진 : 은영 역
- 정향선
- 김학철
- 윤소정
- 남포동
- 정경배
- 이원희
- 권철호
- 김인수
- 길달호
- 봉두개
- 송인혁
- 박영진
- 남상우
- 김형근
- 강경희
- 이신
- 김혜영